# Gl 528
Gliese 528 (také označovaná jako GJ 528) je dvojhvězda nacházející se v souhvězdí Pastýře a je vzdálená přibližně 43,9 světelných let od Země dle přesných měření družice Gaia. Tento hvězdný systém je součástí rozsáhlých katalogů blízkých hvězd, zejména Glieseho katalogu, který shromažďuje údaje o hvězdách v relativní blízkosti Slunce.
Obě složky, označované jako Gliese 528 A a Gliese 528 B, patří k oranžovým trpaslíkům. Jejich spektrální typy jsou K4V a K6V, což je typické pro hvězdy menší a chladnější než Slunce, s nižší svítivostí a nižší hmotností. Hmotnost každé ze složek se pohybuje přibližně kolem 40 % hmotnosti Slunce, což z nich činí hvězdy s delší očekávanou životností na hlavní posloupnosti. Takové objekty jsou často stabilní a jejich relativně pomalý vývoj poskytuje dostatečný časový rámec pro potenciální vznik a vývoj planetárních soustav.
Hvězdy v tomto systému vykazují známky eruptivní proměnnosti, zřejmě typu BY Dra. To znamená, že jejich jasnost se v průběhu času nepravidelně mění v důsledku hvězdných skvrn a aktivních oblastí na jejich povrchu. Výsledkem je kolísání jasnosti typicky o malé hodnoty, avšak z astronomického hlediska snadno detekovatelné.
Díky relativní blízkosti a relativně jasnému hvězdnému systému jsou Gliese 528 A a B předmětem pozorování v rámci různých astronomických průzkumů. Je možné, že v budoucnu budou provedeny detailnější studie jejich hvězdné aktivity, rotačních period, či případné detekce planetárních soustav pomocí metod měření radiálních rychlostí nebo tranzitních pozorování.

## Fyzikální vlastnosti
- Hmotnost: ~0,4 M_⊙ každá složka
- Spektrální typy: K4V a K6V
- Vzdálenost: ~43,9 ly (13,46 pc)
- Vlastní pohyb: výrazný vlastní pohyb v rektascenzi i deklinaci

## Význam a výzkum
Dvojhvězda Gliese 528 je, podobně jako mnoho dalších hvězd v blízkém okolí Slunce, významným objektem pro srovnávací studia hvězdného vývoje a hvězdné aktivity. Oranžoví trpaslíci jsou často zkoumáni kvůli stabilitě svých svítivostí a možnosti podpory podmínek pro existenci exoplanet v jejich obyvatelných zónách. Přestože v současné době (rok 2024) nejsou známy exoplanety obíhající kolem Gliese 528, průběžná vylepšení detekčních metod by mohla v budoucnu takové objekty odhalit.